# Афера за памћење
Афера за памћење је амерички филм режисера Лија Макарија, у коме главне улоге играју: Кери Грант и Дебора Кер.

## Улоге
| Глумац            | Улога           |
| ----------------- | --------------- |
| Кери Грант        | Ники Феранте    |
| Дебора Кер        | Тери Маки       |
| Ричард Денинг     | Кенет Бредли    |
| Нива Патерсон     | Лоис Кларк      |
| Катлин Несбит     | бака            |
| Роберт К. Луис    | Он - најављивач |
| Чарлс Вотс        | Нед Хатавеј     |
| Фортунио Бананова | Курбе           |